# AKB48 34thシングル選抜じゃんけん大会
『AKB48 34thシングル選抜じゃんけん大会』（エーケービーフォーティエイト サーティフォースシングルせんばつじゃんけんたいかい）は、AKB48の34thシングルの選抜メンバーを決定するイベントである。
本戦は2013年9月18日に日本武道館で開催された。この大会での上位16人が34thシングル「鈴懸の木の道で「君の微笑みを夢に見る」と言ってしまったら僕たちの関係はどう変わってしまうのか、僕なりに何日か考えた上でのやや気恥ずかしい結論のようなもの」の選抜メンバーとなった。

## 概要
大会の実施は、2013年6月23日に京セラドーム大阪で開催された「さよならクロール」全国握手会イベントにて発表された。
本戦の司会は福澤朗、アシスタントはフジテレビアナウンサーの松尾翠、入場コールはレニー・ハート、審判はフジテレビアナウンサー・伊藤利尋、副審判はAKB48グループ各劇場支配人（湯浅洋・芝智也・金子剛・尾崎充）がそれぞれ担当する。

## 出場枠
前年大会後にチームBIIが結成され、SKE48と同じ3チーム体制となったNMB48についてはNMB48予備戦勝者枠が前回の6からSKE48予備戦勝者枠と同数の8に拡大、AKB48研究生予備戦勝者枠が前回の1から4に増枠したが、AKB48正規メンバーとして予備戦を免除されるメンバーの人数変動に伴い、本戦出場予定者は前回の86名から85名へ減少した。今大会もSKE48研究生・NMB48研究生・HKT48研究生は、各予備戦に出場するための研究生予備戦を勝ち抜く必要が生じるが、前回は1で統一されていた各グループの研究生予備戦勝者枠についてはSKE48とHKT48は4に、NMB48は3に拡大している。またJKT48およびSNH48専任のメンバーは参加しない。AKB48研究生予備戦後に昇格したチーム4メンバーについては正規メンバーとしての枠は与えられず、研究生として予備戦を勝ち抜いた小嶋真子のみ本戦に出場。なお各姉妹グループの本戦参加人数枠については、鳥越規央（東海大学理学部情報数理学科准教授）により算出された。詳細は以下の通り。
AKB48
正規メンバー62名 - 予備戦なしで本戦出場。
研究生 - 2013年7月6日、AKB48劇場において研究生抽選会および研究生予備戦を開催。勝者4名（小嶋真子・大和田南那・土保瑞希・湯本亜美）が本戦出場。
SKE48
本戦出場枠8名（磯原杏華・佐藤聖羅・内山命・竹内舞・松本梨奈・市野成美・水埜帆乃香・宮前杏実）
SKE48研究生予備戦 - 2013年7月2日、SKE48劇場で開催。勝者3名がSKE48予備戦への出場権獲得。
SKE48予備戦 - 2013年7月3日、正規メンバー44名とSKE48研究生予備戦勝者4名の計48名による抽選会を行い、そのまま開催。
NMB48
本戦出場枠8名（白間美瑠・沖田彩華・小柳有沙・村上文香・上枝恵美加・小林莉加子・鵜野みずき・森田彩花）
NMB48研究生予備戦 - 2013年6月29日、NMB48劇場において抽選会を行い、そのまま開催。勝者4名がNMB48予備戦への出場権獲得。
NMB48予備戦 - 2013年7月4日、正規メンバー43名とNMB48研究生予備戦勝者3名の計46名による抽選会を行い、そのまま開催。
HKT48
本戦出場枠3名（田中菜津美・宮脇咲良・朝長美桜）
HKT48研究生予備戦 - 2013年7月10日、HKT48劇場において抽選会を行い、そのまま開催。勝者4名がHKT48予備戦への出場権獲得。
HKT48予備戦 - 同日、HKT48研究生予備戦終了後、正規メンバー14名と上記研究生予備戦勝者4名の計18名による抽選会を行い、そのまま開催。
なお、出場権を持つメンバーのうち、AKB48の仲俣汐里は直前に卒業を宣言したため出場を辞退した。NMB48の小林莉加子は負傷のため出場を辞退した。

## ルール
- すべて一回勝負。
- 掛け声は「じゃん・けん・ぽん」。「最初はグー」などはなし。
- あいこの場合、構えからもう一度やり直す。
- 相手の「手」が確定してから、「手」を出した場合「後出し」とし、後出し勝利は無効で、疑われる場合はVTR判定および審判によって、後出しがないか判断。

## エントリーとトーナメントの流れ
ラウンドごとに試合を消化していた前年大会までとトーナメントの流れが変更され、3回戦まではブロックごとにまとめて消化された。4回戦以降は従来と同じ順番で消化された。
太字は勝利者
所属のうち「研」はAKB48研究生、「難研」はNMB48研究生、「博研」はHKT48研究生、「上」はSNH48メンバーを示す。
出場辞退者は取り消し線で表記。
| ブロ ック | 1回戦 | 1回戦                 | 1回戦   | 2回戦                 | 3回戦                 | 4回戦                   | 準々決勝              | 準決勝              | 決勝                  |
| ブロ ック | No.   | 氏名                  | 所属    | 2回戦                 | 3回戦                 | 4回戦                   | 準々決勝              | 準決勝              | 決勝                  |
| --------- | ----- | --------------------- | ------- | --------------------- | --------------------- | ----------------------- | --------------------- | ------------------- | --------------------- |
| A         | 1 2   | 松井珠理奈 武藤十夢   | S/K K   | 松井珠理奈 矢倉楓子   | 松井珠理奈 島田晴香   | 松井珠理奈 鵜野みずき   | 松井珠理奈 田野優花   | 松井珠理奈 平田梨奈 | 松井珠理奈 上枝恵美加 |
| A         | 3     | 矢倉楓子              | M/A     | 松井珠理奈 矢倉楓子   | 松井珠理奈 島田晴香   | 松井珠理奈 鵜野みずき   | 松井珠理奈 田野優花   | 松井珠理奈 平田梨奈 | 松井珠理奈 上枝恵美加 |
| A         | 4 5   | 小林香菜 島田晴香     | K       | 島田晴香 横山由依     | 松井珠理奈 島田晴香   | 松井珠理奈 鵜野みずき   | 松井珠理奈 田野優花   | 松井珠理奈 平田梨奈 | 松井珠理奈 上枝恵美加 |
| A         | 6     | 横山由依              | A       | 島田晴香 横山由依     | 松井珠理奈 島田晴香   | 松井珠理奈 鵜野みずき   | 松井珠理奈 田野優花   | 松井珠理奈 平田梨奈 | 松井珠理奈 上枝恵美加 |
| A         | 7 8   | 小嶋真子 岩田華怜     | 4 A     | 小嶋真子 渡辺美優紀   | 小嶋真子 鵜野みずき   | 松井珠理奈 鵜野みずき   | 松井珠理奈 田野優花   | 松井珠理奈 平田梨奈 | 松井珠理奈 上枝恵美加 |
| A         | 9     | 渡辺美優紀            | N/B     | 小嶋真子 渡辺美優紀   | 小嶋真子 鵜野みずき   | 松井珠理奈 鵜野みずき   | 松井珠理奈 田野優花   | 松井珠理奈 平田梨奈 | 松井珠理奈 上枝恵美加 |
| A         | 10    | 鵜野みずき            | 難研    | 鵜野みずき 大和田南那 | 小嶋真子 鵜野みずき   | 松井珠理奈 鵜野みずき   | 松井珠理奈 田野優花   | 松井珠理奈 平田梨奈 | 松井珠理奈 上枝恵美加 |
| A         | 11    | 大和田南那            | 研      | 鵜野みずき 大和田南那 | 小嶋真子 鵜野みずき   | 松井珠理奈 鵜野みずき   | 松井珠理奈 田野優花   | 松井珠理奈 平田梨奈 | 松井珠理奈 上枝恵美加 |
| B         | 12 13 | 竹内舞 石田晴香       | KII B   | 石田晴香 朝長美桜     | 朝長美桜 田野優花     | 田野優花 古畑奈和       | 松井珠理奈 田野優花   | 松井珠理奈 平田梨奈 | 松井珠理奈 上枝恵美加 |
| B         | 14    | 朝長美桜              | 博研    | 石田晴香 朝長美桜     | 朝長美桜 田野優花     | 田野優花 古畑奈和       | 松井珠理奈 田野優花   | 松井珠理奈 平田梨奈 | 松井珠理奈 上枝恵美加 |
| B         | 15    | 田野優花              | A       | 田野優花 村上文香     | 朝長美桜 田野優花     | 田野優花 古畑奈和       | 松井珠理奈 田野優花   | 松井珠理奈 平田梨奈 | 松井珠理奈 上枝恵美加 |
| B         | 16    | 村上文香              | M       | 田野優花 村上文香     | 朝長美桜 田野優花     | 田野優花 古畑奈和       | 松井珠理奈 田野優花   | 松井珠理奈 平田梨奈 | 松井珠理奈 上枝恵美加 |
| B         | 17 18 | 沖田彩華 高城亜樹     | M J/B   | 沖田彩華 小嶋菜月     | 沖田彩華 古畑奈和     | 田野優花 古畑奈和       | 松井珠理奈 田野優花   | 松井珠理奈 平田梨奈 | 松井珠理奈 上枝恵美加 |
| B         | 19    | 小嶋菜月              | B       | 沖田彩華 小嶋菜月     | 沖田彩華 古畑奈和     | 田野優花 古畑奈和       | 松井珠理奈 田野優花   | 松井珠理奈 平田梨奈 | 松井珠理奈 上枝恵美加 |
| B         | 20    | 古畑奈和              | E/K     | 古畑奈和 森田彩花     | 沖田彩華 古畑奈和     | 田野優花 古畑奈和       | 松井珠理奈 田野優花   | 松井珠理奈 平田梨奈 | 松井珠理奈 上枝恵美加 |
| B         | 21    | 森田彩花              | 難研    | 古畑奈和 森田彩花     | 沖田彩華 古畑奈和     | 田野優花 古畑奈和       | 松井珠理奈 田野優花   | 松井珠理奈 平田梨奈 | 松井珠理奈 上枝恵美加 |
| C         | 22 23 | 水埜帆乃香 永尾まりや | E K     | 永尾まりや 森川彩香   | 森川彩香 阿部マリア   | 阿部マリア 北原里英     | 阿部マリア 平田梨奈   | 松井珠理奈 平田梨奈 | 松井珠理奈 上枝恵美加 |
| C         | 24    | 森川彩香              | A       | 永尾まりや 森川彩香   | 森川彩香 阿部マリア   | 阿部マリア 北原里英     | 阿部マリア 平田梨奈   | 松井珠理奈 平田梨奈 | 松井珠理奈 上枝恵美加 |
| C         | 25 26 | 前田亜美 高橋朱里     | K A     | 高橋朱里 阿部マリア   | 森川彩香 阿部マリア   | 阿部マリア 北原里英     | 阿部マリア 平田梨奈   | 松井珠理奈 平田梨奈 | 松井珠理奈 上枝恵美加 |
| C         | 27    | 阿部マリア            | K       | 高橋朱里 阿部マリア   | 森川彩香 阿部マリア   | 阿部マリア 北原里英     | 阿部マリア 平田梨奈   | 松井珠理奈 平田梨奈 | 松井珠理奈 上枝恵美加 |
| C         | 28 29 | 宮崎美穂 小林茉里奈   | K A     | 小林茉里奈 北原里英   | 北原里英 高橋みなみ   | 阿部マリア 北原里英     | 阿部マリア 平田梨奈   | 松井珠理奈 平田梨奈 | 松井珠理奈 上枝恵美加 |
| C         | 30    | 北原里英              | K       | 小林茉里奈 北原里英   | 北原里英 高橋みなみ   | 阿部マリア 北原里英     | 阿部マリア 平田梨奈   | 松井珠理奈 平田梨奈 | 松井珠理奈 上枝恵美加 |
| C         | 31    | 藤田奈那              | K       | 藤田奈那 高橋みなみ   | 北原里英 高橋みなみ   | 阿部マリア 北原里英     | 阿部マリア 平田梨奈   | 松井珠理奈 平田梨奈 | 松井珠理奈 上枝恵美加 |
| C         | 32    | 高橋みなみ            | A       | 藤田奈那 高橋みなみ   | 北原里英 高橋みなみ   | 阿部マリア 北原里英     | 阿部マリア 平田梨奈   | 松井珠理奈 平田梨奈 | 松井珠理奈 上枝恵美加 |
| D         | 33 34 | 土保瑞希 鈴木まりや   | 研 上/A | 土保瑞希 竹内美宥     | 土保瑞希 渡辺麻友     | 土保瑞希 平田梨奈       | 阿部マリア 平田梨奈   | 松井珠理奈 平田梨奈 | 松井珠理奈 上枝恵美加 |
| D         | 35    | 竹内美宥              | B       | 土保瑞希 竹内美宥     | 土保瑞希 渡辺麻友     | 土保瑞希 平田梨奈       | 阿部マリア 平田梨奈   | 松井珠理奈 平田梨奈 | 松井珠理奈 上枝恵美加 |
| D         | 36    | 渡辺麻友              | A       | 渡辺麻友 柏木由紀     | 土保瑞希 渡辺麻友     | 土保瑞希 平田梨奈       | 阿部マリア 平田梨奈   | 松井珠理奈 平田梨奈 | 松井珠理奈 上枝恵美加 |
| D         | 37    | 柏木由紀              | B       | 渡辺麻友 柏木由紀     | 土保瑞希 渡辺麻友     | 土保瑞希 平田梨奈       | 阿部マリア 平田梨奈   | 松井珠理奈 平田梨奈 | 松井珠理奈 上枝恵美加 |
| D         | 38 39 | 加藤玲奈 中田ちさと   | B K     | 中田ちさと 平田梨奈   | 平田梨奈 小嶋陽菜     | 土保瑞希 平田梨奈       | 阿部マリア 平田梨奈   | 松井珠理奈 平田梨奈 | 松井珠理奈 上枝恵美加 |
| D         | 40    | 平田梨奈              | K       | 中田ちさと 平田梨奈   | 平田梨奈 小嶋陽菜     | 土保瑞希 平田梨奈       | 阿部マリア 平田梨奈   | 松井珠理奈 平田梨奈 | 松井珠理奈 上枝恵美加 |
| D         | 41    | 野澤玲奈              | J/K     | 野澤玲奈 小嶋陽菜     | 平田梨奈 小嶋陽菜     | 土保瑞希 平田梨奈       | 阿部マリア 平田梨奈   | 松井珠理奈 平田梨奈 | 松井珠理奈 上枝恵美加 |
| D         | 42    | 小嶋陽菜              | B       | 野澤玲奈 小嶋陽菜     | 平田梨奈 小嶋陽菜     | 土保瑞希 平田梨奈       | 阿部マリア 平田梨奈   | 松井珠理奈 平田梨奈 | 松井珠理奈 上枝恵美加 |
| E         | 43 44 | 市川美織 兒玉遥       | B/N H/A | 市川美織 川栄李奈     | 市川美織 上枝恵美加   | 上枝恵美加 藤江れいな   | 上枝恵美加 菊地あやか | 上枝恵美加 大場美奈 | 松井珠理奈 上枝恵美加 |
| E         | 45    | 川栄李奈              | A       | 市川美織 川栄李奈     | 市川美織 上枝恵美加   | 上枝恵美加 藤江れいな   | 上枝恵美加 菊地あやか | 上枝恵美加 大場美奈 | 松井珠理奈 上枝恵美加 |
| E         | 46 47 | 上枝恵美加 田中菜津美 | BII H   | 上枝恵美加 仲俣汐里   | 市川美織 上枝恵美加   | 上枝恵美加 藤江れいな   | 上枝恵美加 菊地あやか | 上枝恵美加 大場美奈 | 松井珠理奈 上枝恵美加 |
| E         | 48    | 仲俣汐里              | A       | 上枝恵美加 仲俣汐里   | 市川美織 上枝恵美加   | 上枝恵美加 藤江れいな   | 上枝恵美加 菊地あやか | 上枝恵美加 大場美奈 | 松井珠理奈 上枝恵美加 |
| E         | 49 50 | 伊豆田莉奈 内田眞由美 | A K     | 伊豆田莉奈 近野莉菜   | 近野莉菜 藤江れいな   | 上枝恵美加 藤江れいな   | 上枝恵美加 菊地あやか | 上枝恵美加 大場美奈 | 松井珠理奈 上枝恵美加 |
| E         | 51    | 近野莉菜              | K       | 伊豆田莉奈 近野莉菜   | 近野莉菜 藤江れいな   | 上枝恵美加 藤江れいな   | 上枝恵美加 菊地あやか | 上枝恵美加 大場美奈 | 松井珠理奈 上枝恵美加 |
| E         | 52    | 佐藤亜美菜            | K       | 佐藤亜美菜 藤江れいな | 近野莉菜 藤江れいな   | 上枝恵美加 藤江れいな   | 上枝恵美加 菊地あやか | 上枝恵美加 大場美奈 | 松井珠理奈 上枝恵美加 |
| E         | 53    | 藤江れいな            | B       | 佐藤亜美菜 藤江れいな | 近野莉菜 藤江れいな   | 上枝恵美加 藤江れいな   | 上枝恵美加 菊地あやか | 上枝恵美加 大場美奈 | 松井珠理奈 上枝恵美加 |
| F         | 54 55 | 宮脇咲良 松井咲子     | H A     | 宮脇咲良 菊地あやか   | 菊地あやか 磯原杏華   | 菊地あやか 佐々木優佳里 | 上枝恵美加 菊地あやか | 上枝恵美加 大場美奈 | 松井珠理奈 上枝恵美加 |
| F         | 56    | 菊地あやか            | A       | 宮脇咲良 菊地あやか   | 菊地あやか 磯原杏華   | 菊地あやか 佐々木優佳里 | 上枝恵美加 菊地あやか | 上枝恵美加 大場美奈 | 松井珠理奈 上枝恵美加 |
| F         | 57 58 | 佐藤すみれ 大森美優   | A B     | 大森美優 磯原杏華     | 菊地あやか 磯原杏華   | 菊地あやか 佐々木優佳里 | 上枝恵美加 菊地あやか | 上枝恵美加 大場美奈 | 松井珠理奈 上枝恵美加 |
| F         | 59    | 磯原杏華              | S       | 大森美優 磯原杏華     | 菊地あやか 磯原杏華   | 菊地あやか 佐々木優佳里 | 上枝恵美加 菊地あやか | 上枝恵美加 大場美奈 | 松井珠理奈 上枝恵美加 |
| F         | 60 61 | 内山命 宮前杏実       | KII E   | 内山命 佐々木優佳里   | 佐々木優佳里 島崎遥香 | 菊地あやか 佐々木優佳里 | 上枝恵美加 菊地あやか | 上枝恵美加 大場美奈 | 松井珠理奈 上枝恵美加 |
| F         | 62    | 佐々木優佳里          | A       | 内山命 佐々木優佳里   | 佐々木優佳里 島崎遥香 | 菊地あやか 佐々木優佳里 | 上枝恵美加 菊地あやか | 上枝恵美加 大場美奈 | 松井珠理奈 上枝恵美加 |
| F         | 63    | 島崎遥香              | B       | 島崎遥香 田名部生来   | 佐々木優佳里 島崎遥香 | 菊地あやか 佐々木優佳里 | 上枝恵美加 菊地あやか | 上枝恵美加 大場美奈 | 松井珠理奈 上枝恵美加 |
| F         | 64    | 田名部生来            | B       | 島崎遥香 田名部生来   | 佐々木優佳里 島崎遥香 | 菊地あやか 佐々木優佳里 | 上枝恵美加 菊地あやか | 上枝恵美加 大場美奈 | 松井珠理奈 上枝恵美加 |
| G         | 65 66 | 入山杏奈 野中美郷     | A B     | 野中美郷 名取稚菜     | 名取稚菜 松本梨奈     | 名取稚菜 湯本亜美       | 名取稚菜 大場美奈     | 上枝恵美加 大場美奈 | 松井珠理奈 上枝恵美加 |
| G         | 67    | 名取稚菜              | B       | 野中美郷 名取稚菜     | 名取稚菜 松本梨奈     | 名取稚菜 湯本亜美       | 名取稚菜 大場美奈     | 上枝恵美加 大場美奈 | 松井珠理奈 上枝恵美加 |
| G         | 68 69 | 松本梨奈 片山陽加     | KII B   | 松本梨奈 岩佐美咲     | 名取稚菜 松本梨奈     | 名取稚菜 湯本亜美       | 名取稚菜 大場美奈     | 上枝恵美加 大場美奈 | 松井珠理奈 上枝恵美加 |
| G         | 70    | 岩佐美咲              | B       | 松本梨奈 岩佐美咲     | 名取稚菜 松本梨奈     | 名取稚菜 湯本亜美       | 名取稚菜 大場美奈     | 上枝恵美加 大場美奈 | 松井珠理奈 上枝恵美加 |
| G         | 71 72 | 山内鈴蘭 小林莉加子   | B BII   | 山内鈴蘭 梅田彩佳     | 梅田彩佳 湯本亜美     | 名取稚菜 湯本亜美       | 名取稚菜 大場美奈     | 上枝恵美加 大場美奈 | 松井珠理奈 上枝恵美加 |
| G         | 73    | 梅田彩佳              | B       | 山内鈴蘭 梅田彩佳     | 梅田彩佳 湯本亜美     | 名取稚菜 湯本亜美       | 名取稚菜 大場美奈     | 上枝恵美加 大場美奈 | 松井珠理奈 上枝恵美加 |
| G         | 74    | 中村麻里子            | B       | 中村麻里子 湯本亜美   | 梅田彩佳 湯本亜美     | 名取稚菜 湯本亜美       | 名取稚菜 大場美奈     | 上枝恵美加 大場美奈 | 松井珠理奈 上枝恵美加 |
| G         | 75    | 湯本亜美              | 研      | 中村麻里子 湯本亜美   | 梅田彩佳 湯本亜美     | 名取稚菜 湯本亜美       | 名取稚菜 大場美奈     | 上枝恵美加 大場美奈 | 松井珠理奈 上枝恵美加 |
| H         | 76 77 | 大島優子 白間美瑠     | K N     | 白間美瑠 大島涼花     | 大島涼花 大場美奈     | 大場美奈 大家志津香     | 名取稚菜 大場美奈     | 上枝恵美加 大場美奈 | 松井珠理奈 上枝恵美加 |
| H         | 78    | 大島涼花              | A       | 白間美瑠 大島涼花     | 大島涼花 大場美奈     | 大場美奈 大家志津香     | 名取稚菜 大場美奈     | 上枝恵美加 大場美奈 | 松井珠理奈 上枝恵美加 |
| H         | 79    | 大場美奈              | B/KII   | 大場美奈 倉持明日香   | 大島涼花 大場美奈     | 大場美奈 大家志津香     | 名取稚菜 大場美奈     | 上枝恵美加 大場美奈 | 松井珠理奈 上枝恵美加 |
| H         | 80    | 倉持明日香            | K       | 大場美奈 倉持明日香   | 大島涼花 大場美奈     | 大場美奈 大家志津香     | 名取稚菜 大場美奈     | 上枝恵美加 大場美奈 | 松井珠理奈 上枝恵美加 |
| H         | 81 82 | 佐藤聖羅 市野成美     | S E     | 市野成美 小柳有沙     | 小柳有沙 大家志津香   | 大場美奈 大家志津香     | 名取稚菜 大場美奈     | 上枝恵美加 大場美奈 | 松井珠理奈 上枝恵美加 |
| H         | 83    | 小柳有沙              | M       | 市野成美 小柳有沙     | 小柳有沙 大家志津香   | 大場美奈 大家志津香     | 名取稚菜 大場美奈     | 上枝恵美加 大場美奈 | 松井珠理奈 上枝恵美加 |
| H         | 84    | 鈴木紫帆里            | K       | 鈴木紫帆里 大家志津香 | 小柳有沙 大家志津香   | 大場美奈 大家志津香     | 名取稚菜 大場美奈     | 上枝恵美加 大場美奈 | 松井珠理奈 上枝恵美加 |
| H         | 85    | 大家志津香            | B       | 鈴木紫帆里 大家志津香 | 小柳有沙 大家志津香   | 大場美奈 大家志津香     | 名取稚菜 大場美奈     | 上枝恵美加 大場美奈 | 松井珠理奈 上枝恵美加 |

## 結果
選抜回数はメジャーデビュー1stシングル「会いたかった」から、33rdシングル「ハート・エレキ」までのAKB48作品でのシングル回数。カップリング曲は回数に含めない。
3位以下の順位決定戦は、2013年9月23日に幕張メッセで行われた「恋するフォーチュンクッキー」大握手会の楽屋裏で行われた。
| 順位 | No. | 氏名         | 所属  | 選抜回数 | 備考                                  |
| ---- | --- | ------------ | ----- | -------- | ------------------------------------- |
| 1位  | 1   | 松井珠理奈   | S/K   | 21回     | シングル曲初単独センター              |
| 2位  | 46  | 上枝恵美加   | BII   | 初       | チームBII初の選抜 NMB48 3期生初の選抜 |
| 3位  | 40  | 平田梨奈     | K     | 初       |                                       |
| 4位  | 79  | 大場美奈     | B/KII | 初       |                                       |
| 5位  | 27  | 阿部マリア   | K     | 3回      | 2大会連続選抜入り                     |
| 6位  | 67  | 名取稚菜     | B     | 初       |                                       |
| 7位  | 15  | 田野優花     | A     | 初       |                                       |
| 8位  | 56  | 菊地あやか   | A     | 5回      |                                       |
| 9位  | 85  | 大家志津香   | B     | 1回      | 2大会ぶりの選抜入り                   |
| 10位 | 30  | 北原里英     | K     | 19回     | 2大会ぶりの選抜入り                   |
| 11位 | 53  | 藤江れいな   | B     | 4回      | 2大会ぶりの選抜入り                   |
| 12位 | 10  | 鵜野みずき   | 難研  | 初       |                                       |
| 13位 | 33  | 土保瑞希     | 研    | 初       | AKB48 15期生初の選抜                  |
| 14位 | 62  | 佐々木優佳里 | A     | 初       |                                       |
| 15位 | 20  | 古畑奈和     | E/K   | 初       | SKE48 5期生初の選抜                   |
| 16位 | 75  | 湯本亜美     | 研    | 初       | AKB48 15期生初の選抜                  |

## 裏じゃんけん大会
正式名称は「AKB48グループ 裏じゃんけん大会 最弱女王決定戦」。じゃんけん大会の本戦および予選で1度も勝てていないメンバー （直接本戦に出場して一度も勝てずに敗退したメンバーおよび予選に出場して一度も勝てずに敗退したメンバー）120名のメンバーを対象として本大会とは逆に負けたメンバーが残っていく方式で「じゃんけんの女神から最も見放された」最弱女王を決める戦い。2013年10月19日に開催された握手会の「裏」で開催された。Worst16の「裏じゃんけん大会選抜メンバー」は田名部生来・加藤玲奈・前田亜美・矢倉楓子・北澤早紀・江籠裕奈・柴田阿弥・犬塚あさな・青木詩織・小笠原茉由・山岸奈津美・井尻晏菜・照井穂乃佳・若田部遥・冨吉明日香・坂口理子に、最弱女王はSKE48チームK2の柴田阿弥に決定した。その模様は「鈴懸の木の道で「君の微笑みを夢に見る」と言ってしまったら僕たちの関係はどう変わってしまうのか、僕なりに何日か考えた上でのやや気恥ずかしい結論のようなもの」の<TypeN>特典DVDに収録されている。

## 公式関連出版物
- 光文社エンタテインメント編集部編『AKB48じゃんけん大会公式ガイドブック 2013』(光文社ブックス 110)、光文社、2013年9月。 ISBN 978-4-3348-7110-9